# 罗斯托克-拉格机场
罗斯托－拉格机场（德語：Flughafen Rostock-Laage）是德国梅克伦堡－前波美拉尼亚州罗斯托县拉格市的区域性军民合用机场。由罗斯托－拉格－居斯楚机场有限公司（Flughafen Rostock-Laage-Güstrow GmbH）营运管理，德国空军第73战斗机联队亦驻扎于此。

## 军用功能

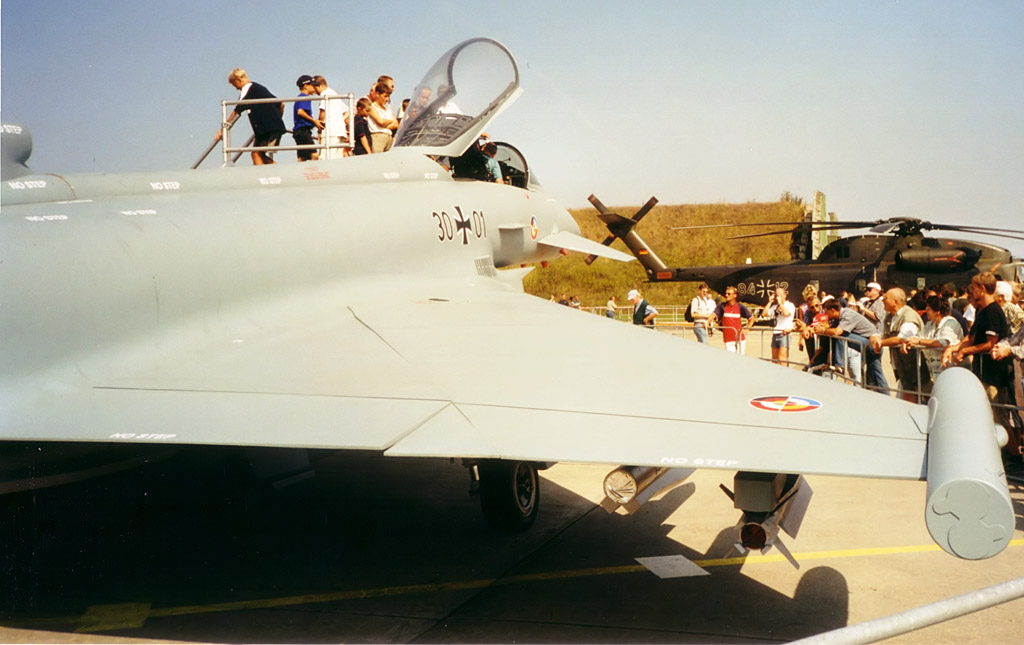
停泊在机场内的颱風戰鬥機

拉格空军基地的设施和軍營大部分设于起降跑道和滑行道以北。德国空军第73战斗机联队驻扎于此，也是德国首个配备颱風戰鬥機的战斗机联队。在2004年颱風戰鬥機引进以前，第73战斗机联队一直使用苏制米格－29戰鬥機，这是德国联邦国防军在1990年从东德國家人民軍接收的机型。

## 民用功能

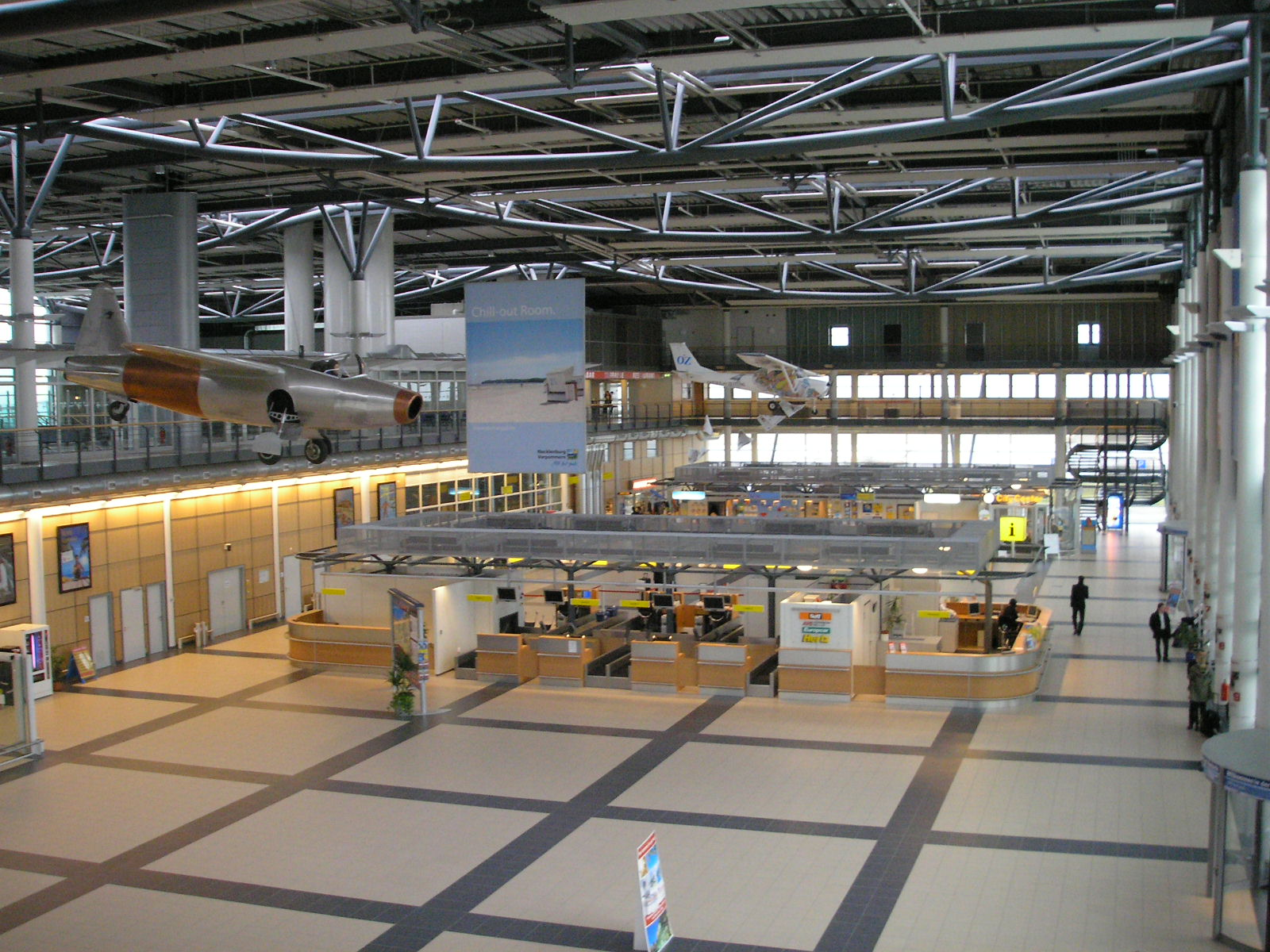
客运大楼内景

拉格机场的民用功能包括提供定期、包机航班服务和通用航空服务。运营商罗斯托－拉格－居斯楚机场有限公司的股东分别由罗斯托市控股的罗斯托供应及运输控股有限公司（Rostocker Versorgungs- und Verkehrsholding GmbH，54.1%）、罗斯托县（35.6%）和拉格（10.3%）共同组成。机场的年度运营亏损，例如在2011年的260万欧元亏损则由运营商和梅克伦堡－前波美拉尼亚州共同承担。
2005年9月9日，以汉斯·冯·奥海恩命名的新客运大楼投入使用，每年客運量可达100万人次，面积540平方米，包括2条空桥、8个值机柜台和2盘行李转盘。保安方面有两条有X光机和金属探测器的安检通道，并附有口岸管制及护照查验柜台；非公共区则有1間免税店、1間土耳其咖啡店、1區吸烟区和1所儿童游乐场。此外，各航空公司票务、租车和旅行社柜台都可在客运大楼找到。客运大楼内侧的停机坪可供各类小型飞机停靠，例如汉莎区域航空执飞的罗斯托－慕尼黑航班，乘客可在此区步行登机。來往罗斯托市区的公共汽车停在客运大楼外，而且有1000个私家车位。
客运大楼与其他基础设施（货运部门、行政部门及梅克伦堡－前波美拉尼亚州警用直升机中队）均设于跑道南邊。

## 历史

### 既往史
罗斯托的航空史可追溯至20世纪初期。第一次世界大战前，罗斯托在城市的高丘区建了座水陆兩用机场，战時主要用于军事，战后则转为民用。根据其海关、水上和陆上机场的定位，机场主要用于海滨航空运输，并为德国飞行学校培训飞行员发挥了重要作用。此外，亨克尔飞机制造厂在罗斯托的首个总部便设于此。至1930年代，机场再次转为军用直至第二次世界大战結束。除此机场外，由阿拉多飞机制造厂在格罗斯克莱因区和亨克尔飞机制造厂在马里内赫区建立的工厂机场也陆续出现。
1945年4月，汉莎航空执飞了罗斯托高丘机场在战争结束前最后一次定期航班，飞往斯堪地纳维亚。二战结束后，罗斯托所有机场和飞机制造设施均被拆除，该城市从此再无机场。1950年代，罗斯托曾计划在城市东部兴建新机场，但未能实现。

### 拉格空军基地及机场
1984年，隶属國家人民軍航空部队的军用机场在拉格建成并投入使用，初期入驻了东德空军第77战斗轰炸机联队和东德空军第28海军航空兵联队。随着两德统一，德国空军接管机场。其民用运输始于1992年1月，德国联邦国防军同地方政府签订共用协议，拉格机场開始可作民用。罗斯托－拉格－居斯特罗机场有限公司为开办民用航空建了首座客运大楼和其它必要设施。民用部分命名为罗斯托－拉格机场。
民航开办初期重点是增设国内定期航线，因此假日航空运输成为机场中流砥柱。机场首先建立了与南部度假胜地的连接，同时与前往梅克伦堡－前波美拉尼亚州内度假胜地的旅客建立连接的重要性也日渐凸显。从1994年至2005年，罗斯托还是德国邮政“夜间航空邮件系统（Nachtluftpostsystems）”的一部分，由汉莎航空提供波音737包机在凌晨运输空邮。至2009年，慕尼黑航线在梅克伦堡－前波美拉尼亚州的推广政策下仍然由东弗里斯兰航空执飞。

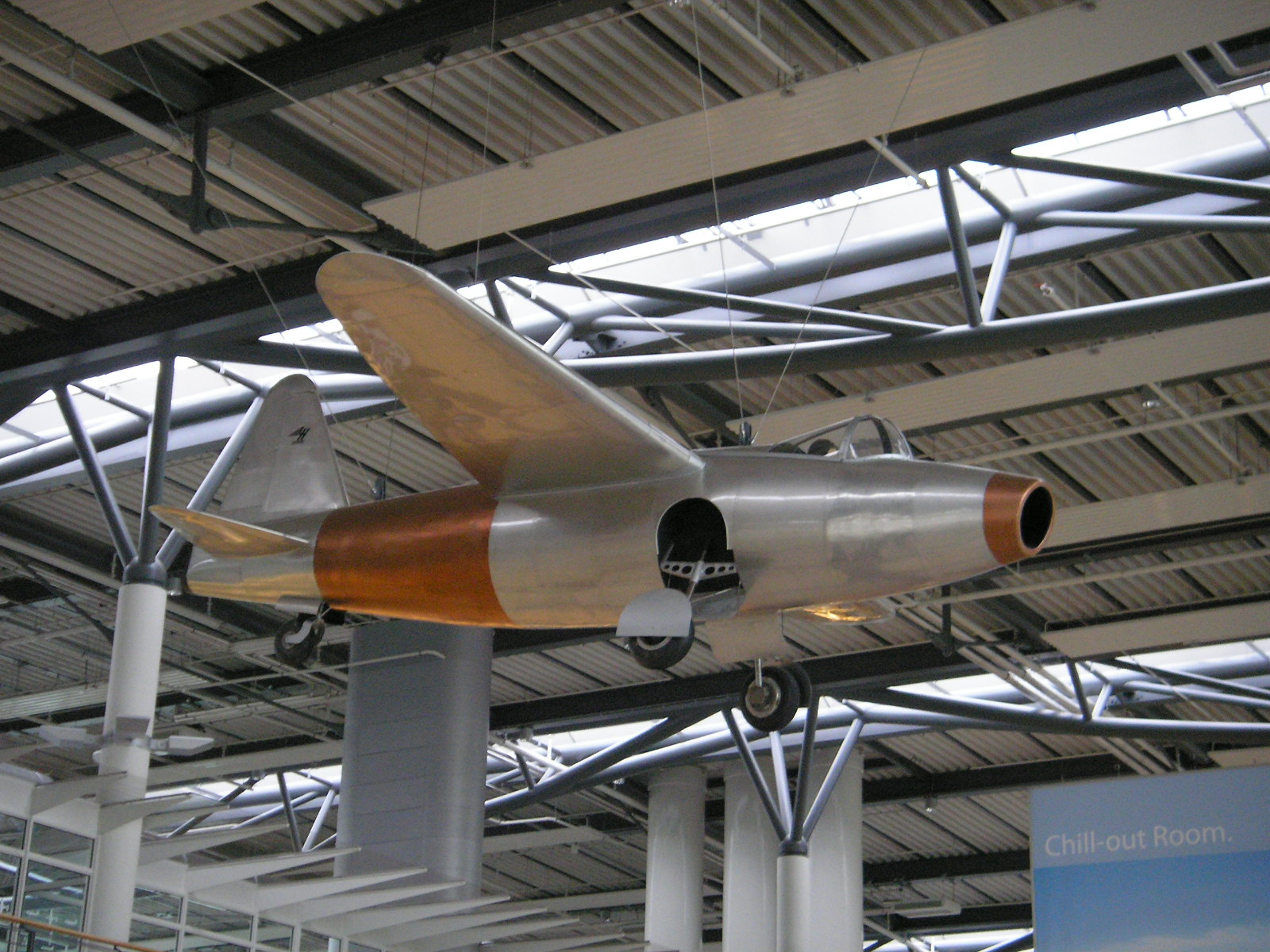
展厅陈列的一架喷气式飞机Heinkel He 178的复制品。

在客运大楼还设有梅克伦堡－前波美拉尼亚州航空史展厅，陈列有全球第一架喷气式飞机He 178的复制品。2007年，通往机场的新道路建成，驾车前往拉格机场从此不需再行经魏滕多夫。

## 航空公司及航点

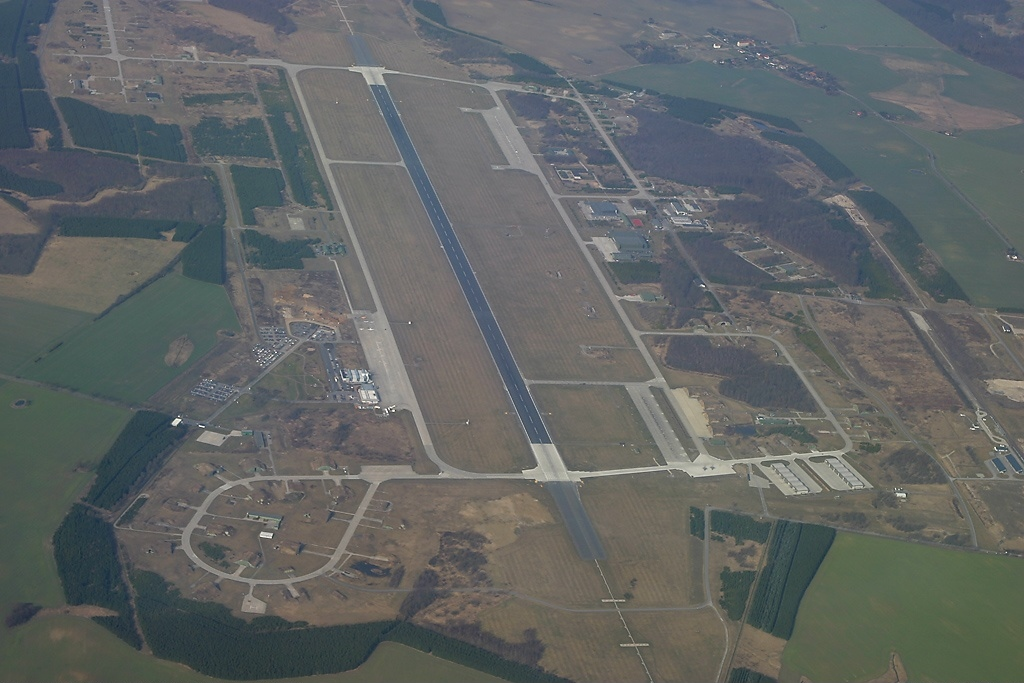
机场鸟瞰图

拉格机场的管理方及股东期望大力发展定期航班业务。抵港航班的乘客大部分为游客，均利用拉格机场作为目的地机场前往梅克伦堡－前波美拉尼亚州各旅游度假区。目前德国之翼开办有往返科隆和斯图加特的定期航班；汉莎航空也提供定期航班往慕尼黑；赫维提克航空则仅在夏季提供航班连接苏黎世。
拉格机场的季节目的地还包括安塔利亚、特内里费、大加那利岛和马略卡岛。这部分包机或租机航班主要由柏林航空或太阳快运提供。自2013年7月起，西班牙诺斯特姆航空开始以“罗斯托航空”（Rostock Airways）名义开办拉格机场至马略卡岛帕尔马的航线。此外，拉格机场也用于多个商用航空和飛行運動业务，是这两项业务的热门航点。
在2013年夏季时刻表中，德国XL航空曾计划在拉格机场开办航班，但在2013年2月宣告破产；土耳其顺风航空和自由鸟航空也曾计划开办飞往安塔利亚的航班，但始终未能实施。自2013年起，日耳曼尼亚航空也在拉格机场开办飞往西班牙马略卡岛、大加那利岛以及埃及古尔代盖的航班。
| 航空公司                        | 目的地                                          |
| ------------------------------- | ----------------------------------------------- |
| 诺斯特姆航空                    | 包机：帕尔马                                    |
| 日耳曼尼亚航空                  | 帕尔马、特内里费－南部（自2013年11月9日起开办） |
| 德国之翼                        | 科隆／波恩、斯图加特                            |
| 汉堡航空                        | 包机：帕尔马                                    |
| 赫维提克航空                    | 季节性：苏黎世                                  |
| 汉莎区域航空 由汉莎城际航空运营 | 慕尼黑                                          |
| 顺风航空                        | 包机：安塔利亚                                  |